# Фунтовый кекс
Фунтовый кекс традиционно изготавливается из муки, масла, яиц и сахара, каждый ингредиент берётся в количестве одного фунта. Кекс, в который основные ингредиенты входят в равных количествах, может называться фунтовым независимо от размера.

## Особенности
Равное соотношение ингредиентов по весу позволяет максимально использовать способность яичного белка, соединённого с мукой, удержать сдобу и сохранить пышную и прочную структуру выпечки в отсутствие дрожжей и разрыхлителя. Большее количества масла и сахара привело бы к опаданию кекса. Фунтовый кекс является примером воздушного теста, в котором процесс аэрации связан с маслом и сахаром: пузырьки воздуха закрепляются в масляной эмульсии. Добавление взбитых белков лишь дополняет этот эффект. Воздух в животном жире стремится образовывать крупные пузырьки, которые при выпечке образуют карманы и лопаются, вызывая опадание кекса. Чтобы тесто наполнилось достаточным количеством мелких пузырьков воздуха, его нужно взбивать достаточно долго.
Фунтовые кексы обычно выпекают в прямоугольных формах или круглых формах для кекса с отверстием в середине. Украшают сахарной пудрой или глазурью. Фунтовые кексы плотные, маслянистые и хорошо хранятся при комнатной температуре, они лучше режутся и более вкусные, если подавать их через сутки после приготовления.

## История
Считается, что фунтовый кекс происходит из Северной Европы и ведёт историю с XVII—XVIII веков. Рецепт описан в книге Ханны Гласс «Искусство кулинарии, изложенное просто и легко» (1747). До изобретения механических машинок для взбивания тесто взбивали деревянной лопаткой или ложкой, это было очень трудоёмко. На это обращала внимание Фанни Фармер в 1896 году, а Элиза Лесли в 1851 году рекомендовала читательницам способ, как повар может взбивать масло и яйца в течение часа: использовать лакея.
Со временем состав ингредиентов менялся. В поваренной книге Direction for Cookery издания 1851 года Элиза Лесли предложила добавить сок лимона или апельсина, с тех пор в кекс стали добавлять жидкость — молоко, вино, чай, бренди. Хозяйки разнообразили вкус кекса, добавляя в него тмин, корицу, мускатный орех, анис, цедру цитрусов, сухофрукты, цветочную воду. В 1900-е в рецептуру стали включать разрыхлитель.

## Варианты
В разных регионах существует множество вариаций традиционного фунтового кекса. Рецепт может предусматривать добавление ароматизаторов, например, ванильного или миндального экстракта, или сухофруктов, таких как сушёные изюм или клюква. В некоторых рецептах в тесто вводят разрыхлитель или соду, чтобы кекс получился более пышным. Сливочное масло частично или полностью заменяют кондитерским жиром или растительным маслом, от этого выпечка получается более влажной. Некоторые изменения существенно влияют на текстуру и вкус выпечки, но название сохраняется.
В Британии в тесто добавляют соду и жидкость. Ломтики кекса традиционно подавали с мадерой, откуда, вероятно, пошло название одной из его разновидностей — «кекс Мадера». В США популярен сметанный фунтовый кекс, в котором часть масла заменяют сметаной.
Фунтовый кекс известен во Франции под названием «четыре четверти» (фр. quatre-quarts). Некоторые рецепты предлагают использовать в торте только яичные белки, без желтков, чтобы сделать тесто легче, но такой кекс получается менее влажным. В заморских департаментах Франции в Карибском море в кекс добавляют ром и иногда бананы.
Немецкие Rührkuchen готовят по рецепту, аналогичному британскому и французскому фунтовому кексу.
В Мексике кекс, аналогичный фунтовому, называют panqué. В тесто нередко добавляют фрукты и другие добавки, популярны фунтовые кексы с орехами (исп. panqué con nueces) и с изюмом (исп. panqué con pasas). Вариант кекса, который готовят в Венесуэле и Колумбии — ponqué — пропитывают вином и покрывают кремом или глазурью. Такой торт непременно подаётся на свадьбах и других праздниках.

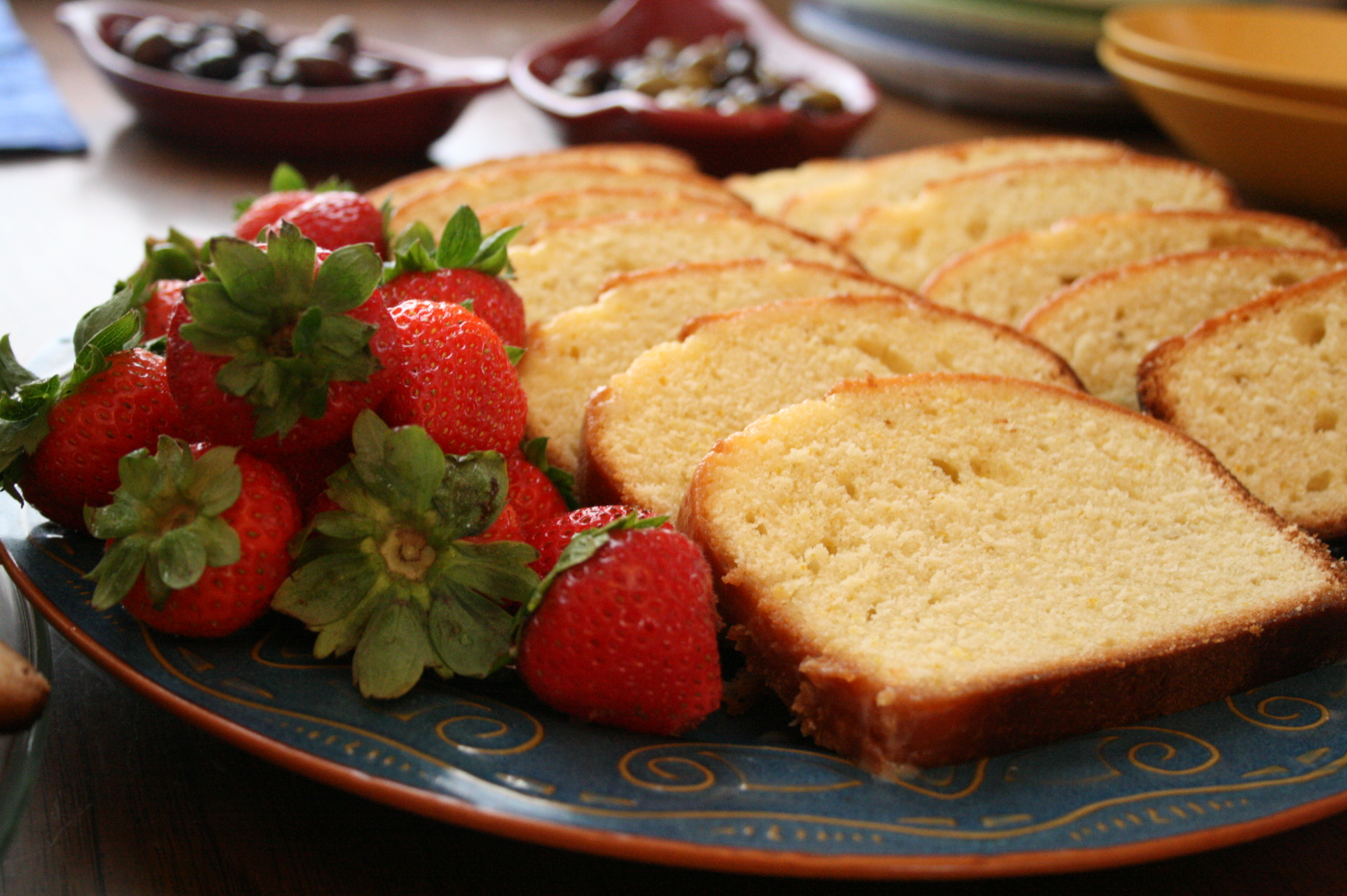
Ломтики фунтового кекса, сервированного с клубникой
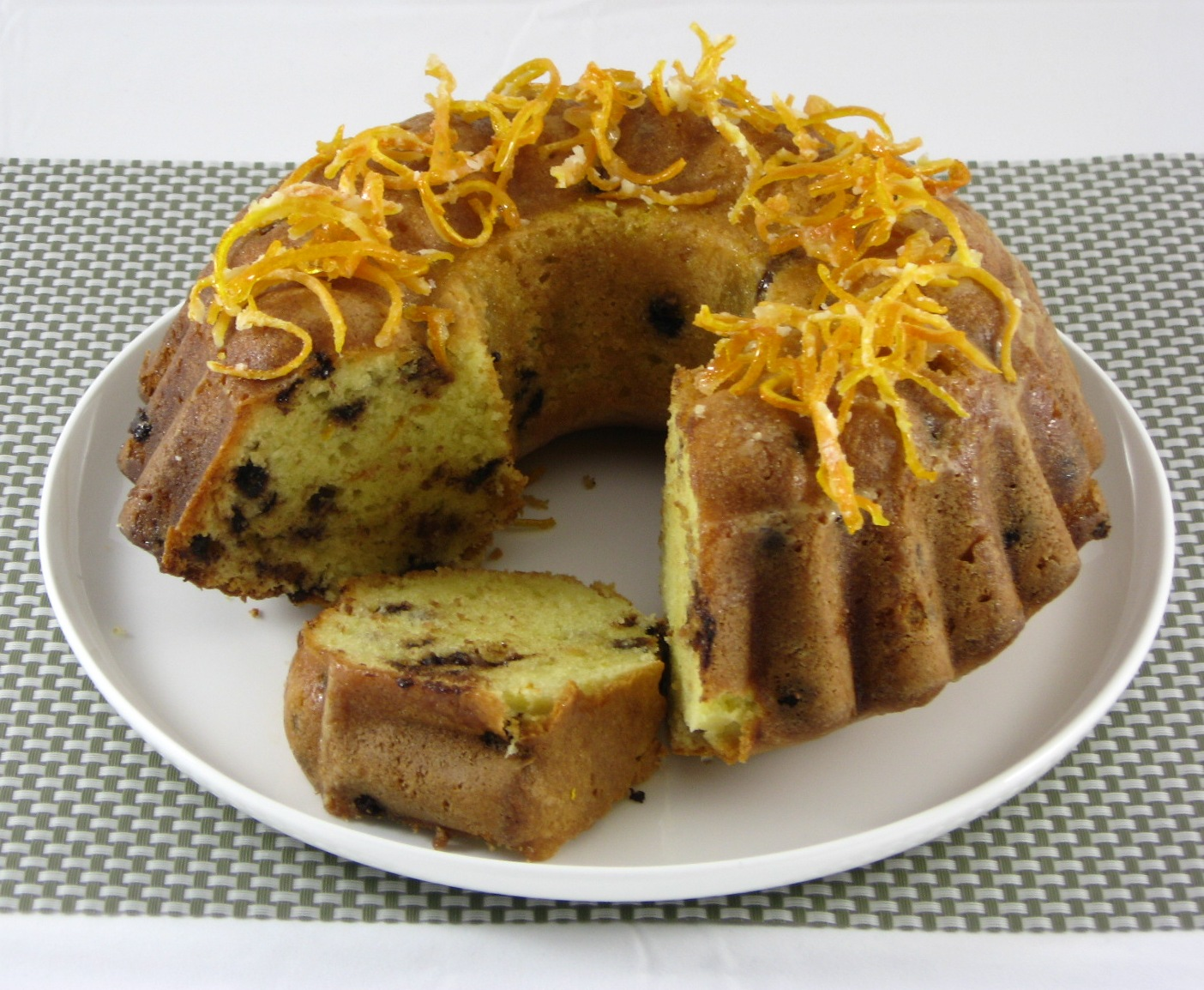
Фунтовый кекс с шоколадной крошкой и цедрой апельсина
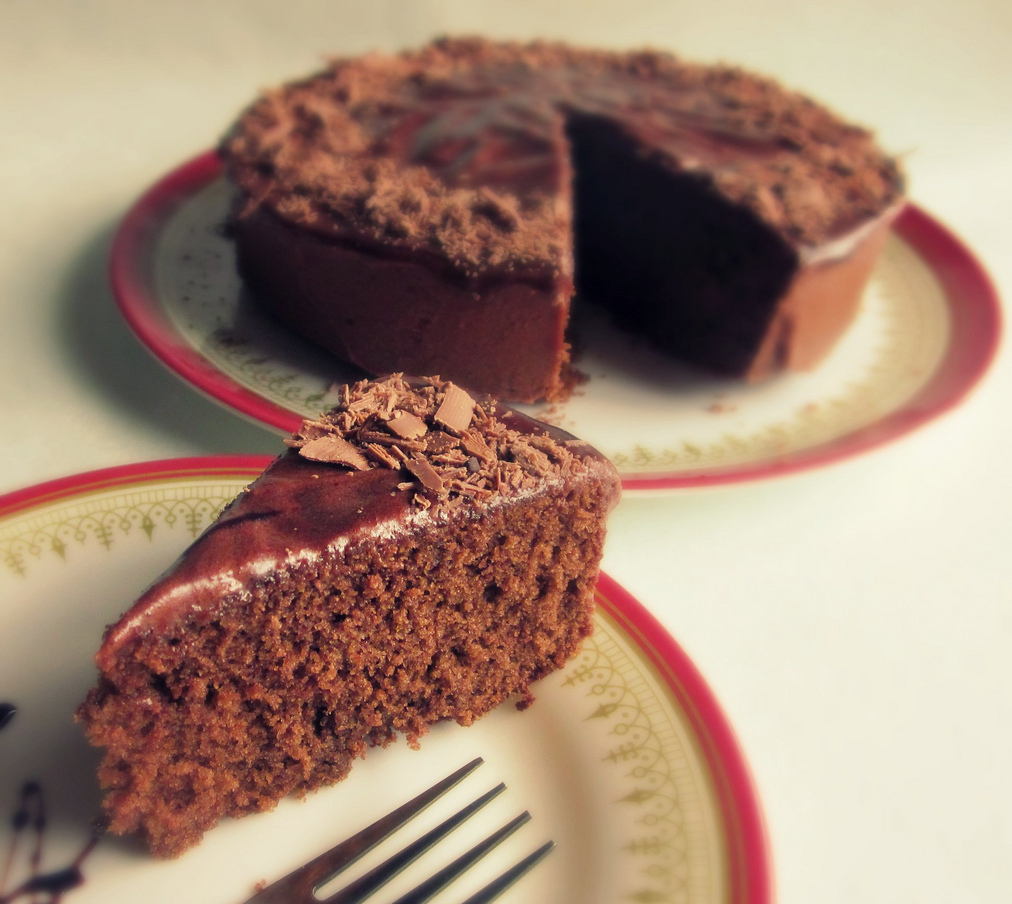
Шоколадный фунтовый кекс
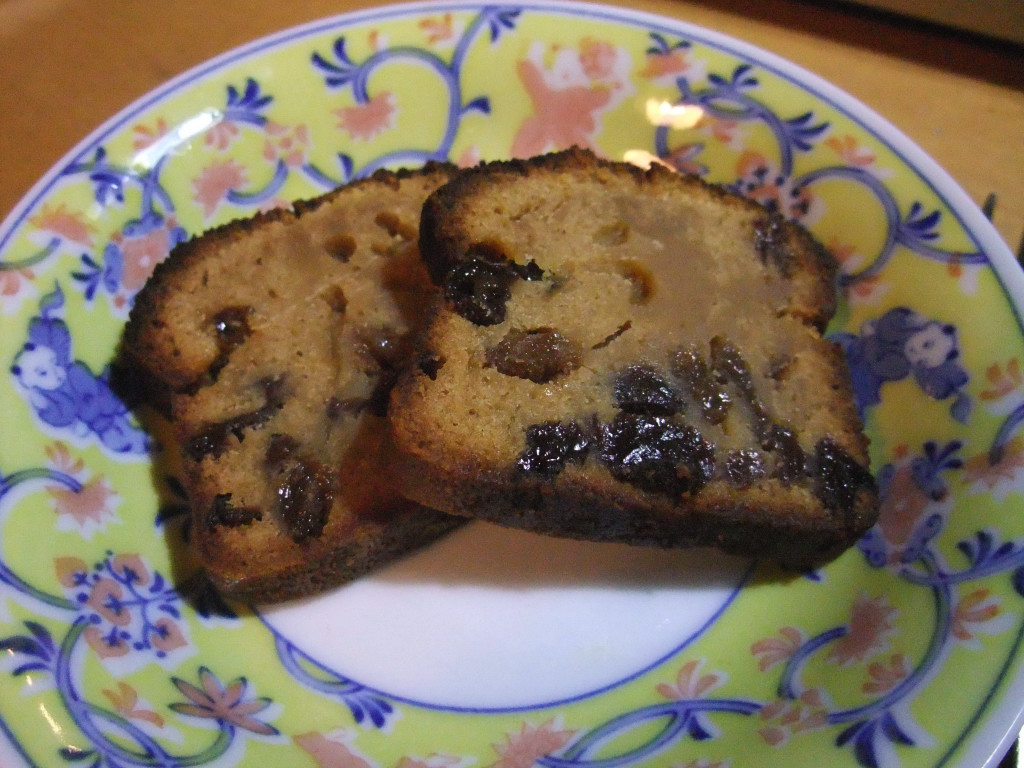
Фунтовый кекс с изюмом